# Pieter Rijke
Pieter Leonard of Petrus Leonardus Rijke (Hemmen (Gelderland), 11 juli 1812 – Leiden, 7 april 1899) was een Nederlands natuurkundige en hoogleraar experimentele natuurkunde aan de Universiteit Leiden. Zijn naam is verbonden aan de Rijkebuis, kleppenloze brander.

## Biografie
Rijke was de zoon van predikant Dirk Rijke (1789-1830) en Elisabeth Pieternella Beausar. Vanaf 1830 studeerde hij natuurwetenschappen onder Pieter Johannes Uylenbroek (1797-1844) aan de Rijksuniversiteit van Leiden, waar hij in 1836 promoveerde met een in het Latijn geschreven proefschrift: De origine electricitatis Voltaicae.
Al voor zijn definitieve promotie, in 1835, werd hij benoemd tot hoogleraar in de natuurkunde aan het Koninklijk Atheneum te Maastricht. Na het overlijden van zijn promotor Uylenbroek werd hij in 1845 benoemd tot buitengewoon en in 1854 tot gewoon hoogleraar in de natuurkunde aan de Universiteit van Leiden. Daarnaast richtte hij een natuurkundig laboratorium (het latere Kamerlingh Onnes Laboratorium) in met een grote collectie wetenschappelijke instrumenten. Zijn bekendste studenten waren Hendrik Lorentz en Johannes Diderik van der Waals. In 1882 ging hij met emeritaat, aan de universiteit werd hij opgevolgd door Heike Kamerlingh Onnes.
Rijke was meer experimentator dan wetenschapper. De nadruk van zijn onderzoek lag op elektrische verschijnselen binnen de reeds bestaande theoretische kaders. Veel tijd en moeite besteedde hij dan ook aan het verbeteren van bestaande instrumenten en het nauwgezet herhalen van experimenten onder verschillende omstandigheden.
Op 1 juli 1852 huwde hij met de dochter van een studievriend van zijn vader, Johanna Hamaker. Uit dit huwelijk werden zes zoons en zes dochters geboren.
- Biografisch Portaal: 00986794
- Gemeinsame Normdatei: 1017467730
- International Standard Name Identifier: 0000 0003 5853 5967
- Mathematics Genealogy Project: 17813
- Nederlandse Thesaurus van Auteursnamen: 069868492
- Parlement.com: vg09lly4ewyo
- Virtual International Authority File: 209819115
- WorldCat: E39PBJq743VM769hQXmRpq8jYP